# Упоров, Владислав Фёдорович
Владисла́в Фёдорович Упо́ров (8 июля 1939, Арамашево, Алапаевский район, Свердловская область — 12 сентября 2022, Заречный) — советский лыжник, выступавший на всесоюзном уровне во второй половине 1960-х годов. На соревнованиях представлял город Свердловск и добровольное спортивное общество «Труд», серебряный и бронзовый призёр чемпионатов СССР, мастер спорта СССР по лыжным гонкам. В 1970—1980-х годах работал тренером-преподавателем в УГТУ-УПИ.

## Биография
Родился 8 июля 1939 года в селе Арамашево Алапаевского района Свердловской области.
Активно заниматься лыжными гонками начал во время учёбы в четвёртом классе школы, проходил подготовку в местной секции под руководством своего школьного учителя физкультуры Николая Тимофеева. Неоднократно побеждал на районных юношеских соревнованиях по лыжному спорту.
Окончив школу, уехал в город Свердловск, где обучался в техническом училище при Химмашзаводе и продолжал тренироваться у С. С. Красноперцева. Позже трудоустроился на Алапаевском станкостроительном заводе. В период 1959—1962 годов проходил срочную службу в рядах Вооружённых Сил СССР, служил в погранвойсках на границе с Финляндией в Карелии, при этом активно выступал на различных армейских соревнованиях, побеждал и попадал в число призёров на первенствах Северного пограничного округа, одержал победу на чемпионате Пограничных войск КГБ СССР в зачёте эстафеты 4 × 10 км.
После демобилизации вновь работал на заводе и тренировался под руководством В. В. Спиридонова. Становился чемпионом Алапаевска по лыжным гонкам, в 1963 году вошёл в состав сборной областного совета добровольного спортивного общества «Труд», выполнил норматив мастера спорта по лыжным гонкам. Начиная с 1965 года тренировался у М. В. Самойлова, в этот период входил в основной состав центрального совета спортивного общества «Труд», добавил в послужной список множество наград разной степени значимости, в том числе был чемпионом Урало-Сибирской зоны РСФСР, чемпионом Спартакиады города Свердловска, чемпионом всесоюзной Универсиады, серебряным призёром II Спартакиады народов РСФСР.
В 1966 году выступил на чемпионате СССР по лыжным гонкам в Свердловске, который проходил в рамках финала II зимней Спартакиады народов СССР, и завоевал серебряную медаль в индивидуальной гонке на 15 км, уступив на финише только представителю Московской области Ивану Утробину. Два года спустя на лично-командном чемпионате СССР в Отепя в составе сборной команды Свердловской области выиграл бронзовую медаль в программе эстафеты 4 × 10 км. Рассматривался в числе кандидатов на участие в зимних Олимпийских играх 1968 года в Гренобле, однако из-за проблем с оформлением документов не смог выехать на отборочные соревнования в Финляндию. Оставался действующим спортсменом вплоть до 1970 года.
После завершения спортивной карьеры окончил Свердловский государственный педагогический институт и затем работал тренером-преподавателем на кафедре физического воспитания в Уральском политехническом институте имени С. М. Кирова. Подготовил здесь ряд талантливых спортсменов, многие из которых стали мастерами спорта.
В период 1980—1988 годов работал преподавателем физической культуры в посёлке Сергино Тюменской области, впоследствии по семейным обстоятельствам переехал на постоянное жительство в посёлок Заречный Свердловской области, где в течение многих лет работал учителем физкультуры в общеобразовательной школе.
Отличник физической культуры и спорта (1997), Ветеран труда (1999). В 2002 году вышел на пенсию, при этом продолжал заниматься общественной деятельностью, занимал должность руководителя спортивно-массовой работы в зареченской администрации.
Скончался 12 сентября 2022 года. Похоронен на городском кладбище города Заречный.